# 기원전 44년

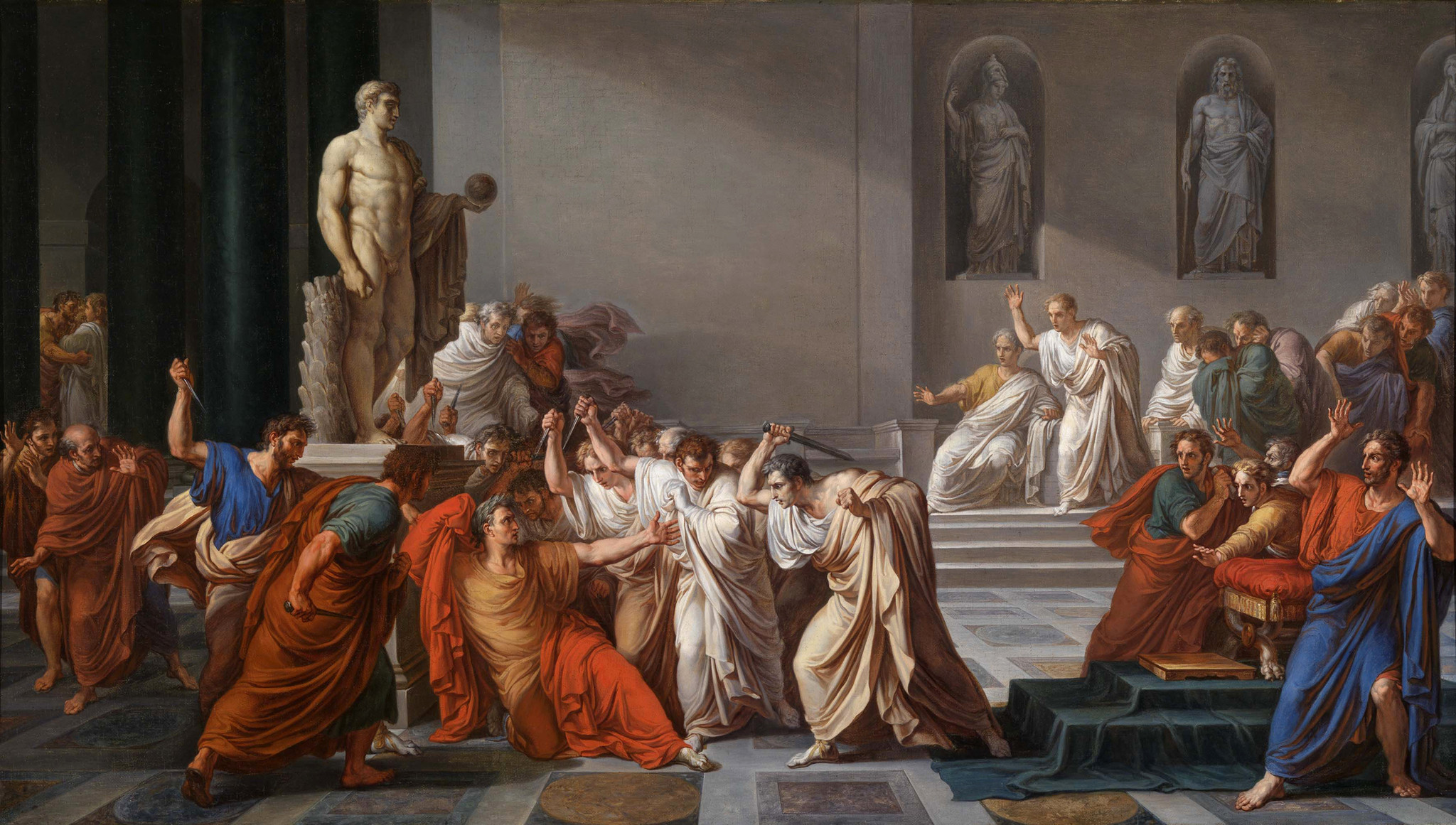

## 연호
- 전한(前漢) 초원(初元) 5년

## 기년
- 전한(前漢) 원제(元帝) 5년
- 신라(新羅) 혁거세 거서간(赫居世居西干) 14년

## 사건
- 율리우스 카이사르가 종신독재관이 되다.
- 율리우스 카이사르 암살, 옥타비아누스가 후계자가 되다.
- 클레오파트라가 막내동생 프톨레마이오스 14세를 죽이고 카이사리온을 공동 지배자로 삼다.

카이사르 혜성이 관측되다

## 문화
- 키케로의 마르쿠스 안토니우스 탄핵연설 필리피카이

## 과학
- 음력 4월 - 혜성이 삼(參)에 나타났음이 한반도에서 관측되었다.[1]

## 사망
- 3월 15일 - 로마의 군인, 정치가 율리우스 카이사르

## 참고 문헌
- 김부식 (1145). 〈권제1 혁거세 거서간 條〉. 《삼국사기》.